# チャールズ・ハートショーン
チャールズ・ハートショーン（Charles Hartshorne、1897年6月5日 - 2000年10月9日）はアメリカ合衆国の哲学と宗教と形而上学の研究において中心的な哲学者である。チャールズ・ハーツホーンと表記されることもある。
神の新古典主義の概念を発展させて、聖アンセルムスの実在論議論を発展させた神の存在の証明のモデルを作り上げた哲学者である。
そして、アルフレッド・ノース・ホワイトヘッドのプロセス哲学をプロセス神学へと発展させた学者としても知られる。
ホワイトヘッドは生成は存在本質、無限、永遠と共に神の属性の一つであると言ったが、ハートショーンは神のまた有限で時間的なものであると言った。ハートショーンは神はプロセスそのものであると言い切ったのである。
ハートショーンの概念は神学に適用されて、ノーマン・ピッテンガー、ダニエル・ディ・ウィリアムス、ジョン・コブ・ジュニアなどの英語圏の神学者によりプロセス神学のグループが形成された。

## 著書
- 『コスモロジーの哲学ーーホワイトヘッドの視座』（共著）京屋憲治訳、文化書房博文社、1998年
- 『自然神学の可能性』大塚稔訳、行路社、2007年